# Condado de Olsztyn
Condado de Olsztyn (polaco: powiat olsztyński) é um powiat (condado) da Polónia, na voivodia de Vármia-Masúria. A sede do condado é a cidade de Olsztyn. Estende-se por uma área de 2840,29 km², com 112 934 habitantes, segundo os censos de 2005, com uma densidade 39,76 hab/km².

## Divisões admistrativas
O condado possui:
Comunas urbana-rurais: Barczewo, Biskupiec, Dobre Miasto, Jeziorany, Olsztynek
Comunas rurais: Dywity, Gietrzwałd, Jonkowo, Kolno, Purda, Stawiguda, Świątki
Cidades: Barczewo, Biskupiec, Dobre Miasto, Jeziorany, Olsztynek

## Demografia
População (dados de 30 de Junho de 2005):
|          | Total   | Total | Mulheres | Mulheres | Homens  | Homens |
| -------- | ------- | ----- | -------- | -------- | ------- | ------ |
|          | pessoas | %     | pessoas  | %        | pessoas | %      |
| Total    | 112 934 | 100   | 57 080   | 50,5     | 55 854  | 49,5   |
| Cidades  | 39 316  | 100   | 20 569   | 52,3     | 18 747  | 47,7   |
| Povoados | 73 618  | 100   | 36 511   | 49,6     | 37 107  | 50,4   |